# 王忠林
王 忠林（おう ちゅうりん、ワン・ジョンリン、1962年8月 - ）は、中華人民共和国の官僚、政治家。山東省費県出身。中国共産党武漢市委員会書記。中国共産党済南市委員会書記、済南市人民政府市長、山東省発展和改革委員会主任、聊城市市長などを歴任した。

## 経歴
1962年8月、山東省費県で生まれた。
1984年から2006年までは主に棗荘市公安局に勤務。
2006年12月、滕州市党委書記、滕州市党校校長に昇格。
2011年12月、同省聊城市に転任し、党委副書記、市長を歴任。
2015年7月、山東省発展改革委員会主任、党組書記に就任。
2016年11月16日、済南市党委副書記、代理市長に転じた。前任の楊魯豫は罪を犯したため、免職された。2017年4月13日、済南市長に当選した。2018年5月11日、中国共産党済南市委員会書記、山東省委常委に就任。
2020年2月13日、湖北省武漢市に移り、中国共産党武漢市委員会書記に任命された。2021年4月、中国共産党湖北省委員会副書記兼省政府党組書記に任命。5月7日には同省省長代行を兼務する。湖北省第13期人民代表大会第6回会議で5月30日、省長代行の王忠林が省長に選出された。2024年12月31日、中国共産党湖北省委員会書記に昇格。